# 朱表槏
晉安王朱表槏（？—1513年），明朝追封晉王晉靖王朱奇源的嫡第二子。他初封鎮國將軍，在正德五年（1510年）受封新化王，後在正德八年（1513年）去世，諡號恭裕。嫡一子朱知㸅襲封新化王。
後來孫子朱新㙉在二十三年後因晉端王朱知烊無子而嗣封晉王，就追封他為晉王，諡號安。

## 封王爭議
弘治間條例規定「王世子已故追封王爵者，其次嫡庶子止封鎮國將軍，不得有王封」。朱表槏與其弟朱表椈打破了這一規定。當時禮部尚書李傑持反對意見，認爲《皇明祖訓》沒有追封親王子加封郡王一例，最終被劉瑾罷免。據稱朱表槏賄賂了劉瑾得以進封。